# Sistema nerviós autònom
El sistema nerviós autònom o SNA controla les funcions que realitzen els òrgans interns sense un control conscient per part de l'individu, com ara el batec cardíac, els moviments respiratoris, la digestió, l'excreció, etc. Està constituït per alguns nervis cranials i raquidis.
L'SNA es compon del sistema nerviós simpàtic i del sistema nerviós parasimpàtic.
El sistema nerviós entèric és de vegades considerat part del sistema nerviós autònom, i, de vegades considerat com un sistema independent.